# Даре Анжир
Национален парк Даре Анжир (Дар-е Анжир, в превод от фарси „Смокинова порта“) е сравнително малък по площ национален парк в Иран. Той се намира североизточно от град Язд столица на остана Язд. Тук живеят и се размножават много диви животни характерни за фауната на Иран - газели, муфлони, диви кози и гепарди. През 2005 г. тук е направена снимка на най-голямата група гепарди (майка с малки) даваща надежда за оцеляването на вида в Иран.